# Поглощение волн

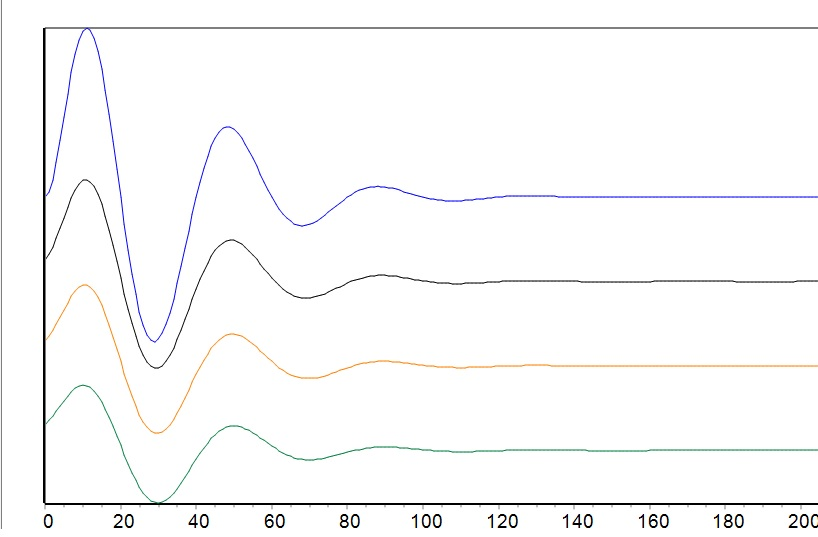
Поглощение упругой волны

Поглощение волн — превращение энергии волны в другие виды энергии в результате взаимодействия со средой, в которой она распространяется. В зависимости от природы волн механизм поглощения может различаться . Во всех случаях поглощение приводит к ослаблению интенсивности (уменьшению амплитуды в случае монохроматической волны) волны.

## Поглощение упругих волн
В неидеально-упругих средах  в процессе распространения упругой волны происходит необратимый процесс перехода энергии упругих колебаний в тепловую энергию, которая рассеивается и поглощается средой. Под действием поглощения амплитуда упругой волны экспоненциально убывает с увеличением пройденного пути.{\displaystyle a=a_{0}e^{-\alpha r}}{\displaystyle a_{0}}— амплитуда волны в источнике; {\displaystyle \alpha }, м-1— коэффициент поглощения.
Коэффициент поглощения упругой энергии увеличивается при возрастании частоты волны, поэтому поглощающая среда выступает в роли фильтра нижних частот, в ней наблюдается дисперсия скорости волны.
Экспериментально установлено, что для жидкостей и газов коэффициент поглощения является квадратичной функцией частоты, а для большинства твёрдых тел  — линейной. {\displaystyle \alpha =\delta f^{2}}{\displaystyle \alpha =\delta f}Квадратичная зависимость коэффициента поглощения в жидкостях и газах объясняется тепловыми и вязкими потерями. Линейная зависимость коэффициента поглощения в твёрдых телах от частоты является аномальной, удовлетворительного объяснения этого факта до сих пор не предложено.